# Perfect (artiest)
Greg Rose (Bamboo, Saint Ann Parish, 26 maart 1980), beter bekend als Perfect, is een Jamaicaanse reggaezanger.

## Biografie
Rose is het derde kind in een gezin van vier kinderen, Rose groeide op in de heuvels van Bamboo, ten zuiden van Saint Ann's Bay en ten oosten van Browns Town, in de parochie van St. Ann. Rose is altijd blootgesteld aan verschillende genres van muziek, en bracht vele avonden zingend door, luisterend naar zijn favoriete songs. 
Rose maakte zijn eerste songs als Little Ninja, vóór de afwikkeling van zijn huidige artiestennaam Perfect vanwege zijn perfectionisme.
Hij begon met deejaying in het soundsystem "Trend Setter" van Bamboo waar hij zijn eerste dubplates maakte. In de late jaren '90 ging hij vaak naar Kingston om bekend te worden en songs op te nemen. Zijn eerste hits waren "Lock Me Up" in 2004, en "Handcart Bwoy" in 2005. Hij bracht zijn eerste album Giddimani het jaar daarop uit en ook veel van zijn eerste singles. Zijn tweede album Born Dead with Life werd uitgegeven in 2008.

## Discografie
- Giddimani (2006)
- Born Dead with Life (2008; Irievibrations)
- Karma (2009)
- French Connection (2009)
- Back For The First Time (2011)